# Setosphaeria turcica
Espèce
Setosphaeria turcica (anamorphe Exserohilum turcicum ; anciennement Helminthosporium turcicum) est une espèce de champignons ascomycètes phytopathogènes de la famille des Pleosporaceae.
Ce champignon est responsable de l'helminthosporiose du maïs, la « suie » ou « brûlure ».
L'helminthosporiose du maïs est une importante maladie cryptogamique caractérisée par de longues nécroses allongées et parallèles de plusieurs centimètres de long, ressemblant à des brûlures en forme de cigares se développant sur les feuilles de maïs.
Les premiers symptômes sont observés à partir de la floraison en général. Si la pression est forte, les taches finissent par devenir confluentes et provoquent un dessèchement complet des feuilles. Une attaque importante peut faire diminuer le rendement.
Ce champignon est favorisé par la chaleur et une forte hygrométrie (pluie, irrigation). Les rosées matinales sont aussi un facteur favorisant la maladie.
Sur ces taches, on peut apercevoir après un temps humide des fructifications.
La crise de l'helminthosporiose du maïs aux États-Unis en 1970 a été imputée à l'érosion génétique consécutive à la généralisation des hybrides.

## Synonymes
Synonymes : 
- Bipolaris turcica (Pass.) Shoemaker, (1959)
- Drechslera turcica (Pass.) Subram. & B.L. Jain, (1966)
- Exserohilum turcicum (Pass.) K.J. Leonard & Suggs, (1974)
- Helminthosporium inconspicuum Cooke & Ellis, (1878)
- Helminthosporium turcicum Pass., (1876)
- Keissleriella turcica (Luttr.) Arx, Gen. (1970)
- Luttrellia turcica (Pass.) Khokhr. [as 'Lutrellia'], (1978)
- Trichometasphaeria turcica Luttr., (1958)